# Ozan Kabak
Ozan Muhammed Kabak (Ankara, 25 maart 2000) is een Turks voetballer die doorgaans als centrale verdediger speelt. Hij tekende in juli 2022 een contract tot medio 2026 bij TSG 1899 Hoffenheim, dat €5.000.000,- voor hem betaalde aan FC Schalke 04.

## Clubcarrière
Kabak werd op elfjarige leeftijd opgenomen in de jeugdopleiding van Galatasaray. Hij tekende hier op 1 juli 2017 zijn eerste profcontract. Hij debuteerde op 12 mei 2018 vervolgens in de Süper Lig, tegen Evkur Yeni Malatyaspor. Kabak was in de eerste helft van het seizoen 2018/19 basisspeler bij Galatasaray. VfB Stuttgart legde in januari 2019 vervolgens circa €11.000.000,- neer om hem naar Duitsland te halen.
Na een half seizoen vertrok hij naar FC Schalke 04 voor €15.000.000. Begin 2021 werd hij verhuurd aan topclub Liverpool FC. Voor het seizoen 2021/22 werd hij opnieuw verhuurd aan een Premier League-club, namelijk Norwich City FC. In juli 2022 maakte hij voor €5.000.000 een transfer naar TSG 1899 Hoffenheim.

## Clubstatistieken
| Seizoen | Club                | Competitie     | Competitie | Competitie | Beker | Beker | Internationaal | Internationaal | Totaal | Totaal |
| Seizoen | Club                | Competitie     | Wed.       | Dlp.       | Wed.  | Dlp.  | Wed.           | Dlp.           | Wed.   | Dlp.   |
| ------- | ------------------- | -------------- | ---------- | ---------- | ----- | ----- | -------------- | -------------- | ------ | ------ |
| 2017/18 | Galatasaray         | Süper Lig      | 1          | 0          | 0     | 0     | 0              | 0              | 1      | 0      |
| 2018/19 | Galatasaray         | Süper Lig      | 13         | 0          | 0     | 0     | 4              | 0              | 13     | 0      |
| 2018/19 | VfB Stuttgart       | Bundesliga     | 15         | 3          | 0     | 0     | —              | —              | 15     | 3      |
| 2019/20 | Schalke 04          | Bundesliga     | 26         | 3          | 2     | 0     | —              | —              | 28     | 3      |
| 2020/21 | Schalke 04          | Bundesliga     | 14         | 0          | 0     | 0     | —              | —              | 14     | 0      |
| 2020/21 | → Liverpool         | Premier League | 9          | 0          | 0     | 0     | 4              | 0              | 13     | 0      |
| 2021/22 | → Norwich City      | Premier League | 11         | 0          | 1     | 0     | —              | —              | 12     | 0      |
| 2022/23 | TSG 1899 Hoffenheim | Bundesliga     | 30         | 2          | 3     | 2     | —              | —              | 33     | 4      |
| 2023/24 | TSG 1899 Hoffenheim | Bundesliga     | 28         | 4          | 2     | 0     | —              | —              | 30     | 4      |
| 2024/25 | TSG 1899 Hoffenheim | Bundesliga     | 0          | 0          | 0     | 0     | —              | —              | 0      | 0      |
| Totaal  | Totaal              | Totaal         | 139        | 10         | 8     | 2     | 8              | 0              | 151    | 12     |

Bijgewerkt tot en met 1 januari 2025.

## Interlandcarrière
Kabak speelde voor meerdere Turkse nationale jeugdelftallen. Hij nam met Turkije –17 deel aan het EK –17 van 2017 en het WK –17 van 2017.